# Відкритий чемпіонат Франції з тенісу 2016
Відкри́тий чемпіона́т Фра́нції з те́нісу 2016 (відомий також як Ролан Гаррос на честь знаменитого французького авіатора) — тенісний турнір, який проводиться на відкритому повітрі на ґрунтових кортах. Це 115 Відкритий чемпіонат Франції, другий турнір Великого шолома в календарному році. Турнір проходив на Стад Ролан Гаррос у Парижі з 22 травня по 5 червня 2016 року.
Призовий фонд турніру — 32 017 500 Євро.

## Результати фінальних матчів

#### Одиночний розряд. Чоловіки
- Новак Джокович переміг  Енді Маррей, 3–6, 6–1, 6–2, 6–4
З цією перемогою Джокович завершив кар'єрний Великий шолом. Він є одночасно володарем усіх чотирьох титулів [1].

#### Одиночний розряд. Жінки
- Гарбінє Мугуруса перемогла  Серену Вільямс, 7–5, 6–4.
Для Мугуруси це перший титул Великого шолома [2].

#### Парний розряд. Чоловіки
- Фелісіано Лопес /  Марк Лопес  перемогли пару  Боб Браян  /  Майк Браян

#### Парний розряд. Жінки
- Каролін Гарсія /  Крістіна Младенович перемогли пару  Катерина Макарова /  Олена Весніна, 6–3, 2–6, 6–4

#### Мікст
- Мартіна Хінгіс  /  Леандер Паес  перемогли пару  Саня Мірза /  Іван Додіг, 4–6, 6–4, [10–8]
Хінгіс та Паес завершили кар'єрний Великий шолом.

### Юніори

#### Хлопці. Одиночний розряд
- Джеффрі Бланкано переміг  Філікса Оже-Альяссіма, 1–6, 6–3, 8–6

#### Дівчата. Одиночний розряд
- Ребека Масарова перемогла  Аманду Анісімову, 7–5, 7–5

#### Хлопці. Парний розряд
- Ішай Олієль /  Патрік Рікл перемогли пару  Чун Юн Сун /  Орландо Луж, 6–3, 6–4

#### Дівчата. Парний розряд
- Паула Аріас Манхон  /  Ольга Данилович перемогли пару  Олеся Первушина /  Анастасія Потапова, 3–6, 6–3, [10–8]

## Виноски
1. ↑  Джокович перемагає в Парижі і збирає "кар'єрний Шолом". Корреспондент. 5 червня 2016. Архів оригіналу за 5 червня 2016. Процитовано 5 червня 2016.
2. ↑  Мугуруса бере дебютний титул Великого шолома. Корреспондент. 4 червня 2016. Архів оригіналу за 4 червня 2016. Процитовано 5 червня 2016.